# Povodni mož v Savinji
Povodni mož v Savinji je ena od pripovedk iz zbirke Povodni mož v Savinji (1971). Zbirka vsebuje 32 pripovedk (Povodni mož v Savinji, Najdražji zaklad, Velikan v Šokatu, Kača zaglavača, Pastir in knez, Grad na Teru, Pripovedka o skali Igli, Pripovedka o nastanku Drete, Menine in Bibe, Solčavski bik, Jakec pametnjakec, Deklica in palčki, Škratelj in graščak, Prodana dečla, Graščak na Teru in trije pastirji, Velikanček, Svirka gozdnega moža, Vrag - tesar, Veter jo je obiskal, Zaklad kačje kraljice, Kako se je gož oženil, Jež - pastir, Trije bratje - trije veseljaki, Žabja kraljica, Pastir s čudežnim kravjim rogom, Zaklad v Trbiški zijavki, Prebrisani pastir, Kovač in graščak, Potujoča sekira, Mlinar in klepetulje, Zmaj v Logarski dolini, Palček v čedri, Deseti brat). Napisal jo je Lojze Zupanc.

## Kratek povzetek
Pod ljubenskim mostom v Savinji je živel povodni mož, ki je piskal na piščal, na katero so se odzivale vile pogorkinje z Rogatca tako, da so zaplesale in razmetale senene kope. Kmetje so vsak dan seno grabili na kupe. Ljubenci so vedeli, kdo jim razdira kope, vendar so potrpeli, ker se niso hoteli zameriti vilam. 
Star mlinar je nekega dne, ko je bil naveličan razmetanega sena, povodnega moža in vile preklel in si tako nakopal njihovo sovraštvo. Ko je bil mlinarjev sin star eno leto, se je nekega dne igral ob bregu Savinje. Takrat ga je ugrabil povodni mož.
Povodni mož se je po enem letu odpravil na lov in pozabil zapreti vrata svojega gradu. Otrok se je odšel igrat na grajski prag, takrat pa je mlinar ravno lovil ribe in potegnil iz vode ribiško mrežo, v kateri je bil v njej njegov sin. Mlinar in njegova žena sta bila spet srečna in mlinar se ni nikoli več jezil, kadar so mu vile razmetale senene kope.

## Analiza dela
Književni prostor je postavljen pod ljubenski most, pod katerim teče reka Savinja. V njej je živel povodni mož, ki je kasneje ugrabil sina vaškega mlinarja, ki je živel na bregu Savinje. Dogajalni čas: dve leti.
Stranske književne osebe so: mlinarjev sin, mlinarjeva žena, vile, Ljubenci.
Glavni književni osebi sta: mlinar, povodni mož.
Med glavnima književnima osebama pride do spora, povodni mož ugrabi mlinarjevega sina.
Pojavljajo se motivi plesa, maščevanja in žalosti, veselja.
V pripovedki so okrasni pridevki (skalnati grad, zeleni mah …), pomanjševalnice (ribice, sinček …) in personifikacije (ribice so poplesavale).
Tema zgodbe je spor med mlinarjem in povodnim možem, ter posledice njunega spora.